# Cleora flaviorata
Cleora flaviorata là một loài bướm đêm trong họ Geometridae.